# Широкинское муниципальное образование
Широкинское муниципальное образование — упразднённое сельское поселение в Татищевском районе Саратовской области Российской Федерации.
Административный центр — село Широкое.

## История
Статус и границы сельского поселения установлены Законом Саратовской области от 27 декабря 2004 года № 108-ЗСО «О муниципальных образованиях, входящих в состав Татищевского муниципального района».
Идолгское и Широкинское муниципальные образования преобразованы путём их объединения в Идолгское муниципальное образование со статусом сельского поселения и с административным центром в селе Идолга.

## Население
| 2010 | 2012  | 2013  |
| ---- | ----- | ----- |
| 1437 | ↗1474 | ↘1469 |

## Состав сельского поселения
| № | Населённый пункт | Тип населённого пункта       | Население |
| - | ---------------- | ---------------------------- | --------- |
| 1 | Большая Каменка  | село                         | ↘536      |
| 2 | Новополье        | село                         | 65        |
| 3 | Широкое          | село, административный центр | ↗836      |